# هنين (عمرة)
الهنِّين (بالفرنسية: hennin)‏ ربما من (بالهولندية: henninck)‏ أي الديك هي عمرة مخروطية كانت ترتديها الأوروبيات من طبقة النبلاء في أواخر العصور الوسطى.